# 위르비 에마뉘엘손
위르비 에마뉘엘손(네덜란드어: Urby Vitorrio Diego Emanuelson, 1986년 6월 16일 ~ )은 남아메리카 수리남 계통의 집안에서 태어난 네덜란드 국적의 전 축구 선수로, 현역 시절 윙어와 윙백을 소화하였다.

## 클럽 생활

### AFC 아약스
에마뉘엘손은 SC 포어란트에서 축구를 시작했고, 2004년이 되어서 AFC 아약스의 유소년 팀에 입단하였다. 2005년 4월 10일 AZ 알크마르와의 경기에서 데뷔 무대를 가졌다. 에레디비시 2005-06 시즌에는 팀의 왼쪽 풀백 1순위 선수가 되었다. 그 해 KNVB컵과 요한 크라위프 스할을 우승하면서 그의 커리어에 첫 트로피를 수집하기 시작했으며, "2006년 올해의 암스테르담 선수"로 선정되기도 하였다. 이듬해에 KNVB컵과 요한 크라위프 스할 우승컵을 지켜내는 데에 성공했다. 에레디비시 2009-10 시즌에 그에게 세번째 KNVB컵 우승 트로피가 추가되었다.

### AC 밀란
2011년 1월 23일 얼비 에마뉘엘손은 이탈리아 세리에 A의 AC 밀란으로 €1천 7백만의 이적료로 3년 반 계약을 맺으며 이적하였다. 2011년 1월 26일 UC 삼프도리아와의 코파 이탈리아 경기에 출전하며 데뷔 무대를 가졌고, 곧이어 칼초 카타니아와의 정규리그 경기에 교체 투입되며 세리에 A 데뷔무대도 가졌다. 에마뉘엘손은 코파 이탈리아에서 맞붙은 팔레르모와의 경기에서 동점골을 기록하며, 밀란에서의 데뷔골을 기록하였다. 해당 시즌에 AC 밀란이 정규리그를 우승하며, 그의 커리어에 스쿠데토가 붙게 되었다. 그의 정규리그 데뷔골은 세리에 A 2011-12 시즌 2월 19일 AC 체세나와의 경기에서 터졌다.

#### 풀럼 FC (임대)
2013년 겨울 이적시장 때, 얼비 에마뉘엘손은 잉글리쉬 프리미어리그의 풀럼 FC로 6개월을 임대를 떠났다. 그는 맨체스터 유나이티드 FC와의 경기에 출전하며, 크레이븐 코티지에서 데뷔 무대를 가졌다. 그의 풀럼에서의 첫 번째 골은 시즌 막바지 스완지 시티 AFC와의 경기에서 터졌다.

### AS 로마
2014년 7월 11일, 자유 계약으로 풀린 얼비 에마뉘엘손은 AS 로마와 2시즌이 연장 가능한 1년 계약을 맺었다.

### 엘라스 베로나 FC
2016년 1월 3일, 에마뉘엘손은 엘라스 베로나 FC에 자유계약으로 이적하였다.

### 셰필드 웬즈데이 FC
2016년 9월 6일, 자유 계약으로 풀린 에마뉘엘손은 잉글랜드 챔피언십의 셰필드 웬즈데이 FC와 계약을 맺었다.

### FC 위트레흐트
2017년 여름, 얼비 에마뉘엘손은 FC 위트레흐트와 1년 계약을 맺으며 네덜란드 무대로 복귀하였다.

## 국가대표 생활
2005년 네덜란드에서 열린 FIFA U-20 월드컵의 네덜란드 대표팀에 선발되었으며, 2006년 UEFA U-21 축구 선수권 대회에도 선발되었다. 2008년 하계 올림픽에 참가하였으며, 이는 그에게 국가대표 선수로써 참가한 마지막 메이저 대회였다.

## 그 외
그의 아버지인 에롤 에마뉘엘손은 수리남의 SV 로빈후드와 벨기에의 K. 진트 니클라스에서 활약한 축구선수였다.

## 기록

### 클럽 기록
| 클럽 기록   | 클럽 기록     | 클럽 기록    | 리그 | 리그 | 컵            | 컵            | 대륙대회 | 대륙대회 | 기타 | 기타 | 총합 | 총합 |
| 시즌        | 소속          | 리그         | 출장 | 득점 | 출장          | 득점          | 출장     | 득점     | 출장 | 득점 | 출장 | 득점 |
| 네덜란드    | 네덜란드      | 네덜란드     | 리그 | 리그 | KNVB 컵       | KNVB 컵       | 유럽     | 유럽     | 기타 | 기타 | 총합 | 총합 |
| ----------- | ------------- | ------------ | ---- | ---- | ------------- | ------------- | -------- | -------- | ---- | ---- | ---- | ---- |
| 2004–05     | 아약스        | 에레디비시   | 3    | 0    | 1             | 0             | 1        | 0        | 0    | 0    | 4    | 0    |
| 2005–06     | 아약스        | 에레디비시   | 26   | 1    | 2             | 1             | 8        | 0        | 5    | 0    | 41   | 2    |
| 2006–07     | 아약스        | 에레디비시   | 31   | 3    | 4             | 0             | 6        | 0        | 5    | 0    | 46   | 3    |
| 2007–08     | 아약스        | 에레디비시   | 31   | 3    | 2             | 0             | 4        | 0        | 4    | 0    | 41   | 3    |
| 2008–09     | 아약스        | 에레디비시   | 32   | 4    | 1             | 0             | 9        | 0        | –    | –    | 42   | 4    |
| 2009–10     | 아약스        | 에레디비시   | 31   | 5    | 7             | 2             | 10       | 1        | -    | -    | 48   | 8    |
| 2010–11     | 아약스        | 에레디비시   | 18   | 1    | 3             | 1             | 10       | 0        | 1    | 0    | 32   | 2    |
| 이탈리아    | 이탈리아      | 이탈리아     | 리그 | 리그 | 코파 이탈리아 | 코파 이탈리아 | 유럽     | 유럽     | 기타 | 기타 | 총합 | 총합 |
| 2010–11     | AC 밀란       | 세리에 A     | 9    | 0    | 2             | 1             | 0        | 0        | -    | -    | 11   | 1    |
| 2011–12     | AC 밀란       | 세리에 A     | 30   | 2    | 4             | 0             | 7        | 0        | 1    | 0    | 42   | 2    |
| 2012–13     | AC 밀란       | 세리에 A     | 12   | 1    | 2             | 0             | 6        | 1        | -    | -    | 20   | 2    |
| 잉글랜드    | 잉글랜드      | 잉글랜드     | 리그 | 리그 | FA 컵         | FA 컵         | 유럽     | 유럽     | 기타 | 기타 | 총합 | 총합 |
| 2012–13     | 풀럼          | 프리미어리그 | 13   | 1    | 0             | 0             | -        | -        | -    | -    | 13   | 1    |
| 이탈리아    | 이탈리아      | 이탈리아     | 리그 | 리그 | 코파 이탈리아 | 코파 이탈리아 | 유럽     | 유럽     | 기타 | 기타 | 총합 | 총합 |
| 2013–14     | AC 밀란       | 세리에 A     | 24   | 0    | 1             | 0             | 8        | 0        | -    | -    | 33   | 0    |
| 2014–15     | 로마          | 세리에 A     | 2    | 0    | 0             | 0             | 0        | 0        | -    | -    | 2    | 0    |
| 2014–15     | 아탈란타      | 세리에 A     | 9    | 0    | 0             | 0             | 0        | 0        | -    | -    | 9    | 0    |
| 2015–16     | 엘라스 베로나 | 세리에 A     | 11   | 0    | 0             | 0             | 0        | 0        | -    | -    | 11   | 0    |
| 총합        | 네덜란드      | 네덜란드     | 172  | 17   | 20            | 4             | 48       | 1        | 15   | 0    | 255  | 22   |
| 총합        | 이탈리아      | 이탈리아     | 97   | 3    | 9             | 1             | 21       | 1        | 1    | 0    | 128  | 5    |
| 총합        | 잉글랜드      | 잉글랜드     | 13   | 1    | 0             | 0             | -        | -        | -    | -    | 13   | 1    |
| 커리어 통산 | 커리어 통산   | 커리어 통산  | 282  | 21   | 29            | 5             | 69       | 2        | 16   | 0    | 396  | 28   |

2016년 5월 16일 기준

### 국제대회 기록
2012년 10월 12일 기준
| 네덜란드 | 네덜란드 | 네덜란드 |
| 연도     | 출장     | 득점     |
| -------- | -------- | -------- |
| 2006     | 4        | 0        |
| 2007     | 6        | 0        |
| 2008     | 1        | 0        |
| 2009     | 0        | 0        |
| 2010     | 2        | 0        |
| 2011     | 1        | 0        |
| 2012     | 2        | 0        |
| 합계     | 16       | 0        |

## 수상

### 클럽

#### AFC 아약스
- KNVB컵
  - 우승 3회 : 2005-06, 2006-07, 2009-10
- 요한 크라위프 스할
  - 우승 3회 : 2005, 2006, 2007

#### AC 밀란
- 세리에 A
  - 우승 1회 : 2010-11
- 수페르코파 이탈리아
  - 우승 1회 : 2011

### 국제 대회

#### 네덜란드
- UEFA U-21 축구 선수권 대회
  - 금메달 : 2006

### 개인 수상
- 올해의 AFC 아약스 유망주 (2006)